# We Get Letters
We Get Letters – album studyjny amerykańskiego piosenkarza Perry’ego Como wydany w 1957 roku przez wytwórnię RCA Victor. Został nagrany podczas trzech sesji: 18 czerwca 1956 roku oraz 12 i 19 lutego 1957 roku. Jest to drugi album piosenkarza wydany w formacie 12-calowej płyty LP.

## Lista utworów

### Strona pierwsza
1. „Swingin' Down the Lane”
2. „It's Easy To Remember”
3. „South of The Border”
4. „That's What I Like”
5. „Honey, Honey”
6. „Angry”

### Strona druga
1. „They Can't Take That Away From Me”
2. „Sposin'”
3. „I Had the Craziest Dream”
4. „'Deed I Do”
5. „Somebody Loves Me”
6. „Sleepy Time Gal”